# Karwalaken
Karwalaken är en klan i Liberia.   Den ligger i regionen Grand Kru County, i den sydöstra delen av landet, 400 km sydost om huvudstaden Monrovia.